# Fayetteville Express Pipeline
Fayetteville Express Pipeline — трубопровід, споруджений для транспортування природного газу, видобутого зі сланцевої формації Файєтвіль у штаті Арканзас.
Одним із центрів «сланцевої революції» став басейн Аркома (суміжні райони Оклахоми та Арканзасу), де розробляється формація Файєтвіль. В 2011 році для транспортування звідси блакитного палива ввели в експлуатацію трубопровід Fayetteville Express. Він починається на північний захід від Літл-Рок та прямує спочатку на схід, потім на південний схід, перетинає річку Міссісіпі та завершується в однойменному штаті. Протранспортований ресурс може постачатись до ряду потужних трубопровідних систем, прокладених від району Мексиканської затоки до Великих Озер: на території Арканзасу створений інтерконектор з Natural Gas Pipeline Company of America, а в Міссісіпі — з Texas Gas Transmission, ANR Pipeline та Trunkline Pipeline.
Довжина Fayetteville Express, виконаного в діаметрі труб 1050 мм, становить 185 миль. Пропускна здатність перевищує 50 млрд м3 на рік.